# Neurellipes buchholzi
Neurellipes buchholzi is een vlinder uit de familie van de Lycaenidae. De wetenschappelijke naam van de soort is voor het eerst gepubliceerd in 1880 door Carl Plötz.
De soort komt voor in Kameroen.